# 王涛 (射击运动员)
王涛（1982年12月13日—），男，中国射击運動員。

## 簡介
2012年，王涛代表中国出戰英國倫敦舉行的奥林匹克运动会射擊比賽男子10米空氣步槍賽事，获得第四。